# Font del Cucurú
La Font del Cucurú està als afores de Puigcerdà, a prop de l'estany. A més del doll d'aigua que dona nom a l'indret, hi ha uns fogons per fer-hi menjars a la brasa i diverses taules i bancs de pedra perquè la gent es pugui seure i menjar, encara que aquesta possibilitat no s'utilitza tant com abans. El lloc està enfonsat i molt atapeït d'arbrat, per la qual cosa és una mica ombrívol. Abans que es construís l'actual carretera que ve de l'estació del tren, hi havia molt a prop (darrere la casa de la imatge) un pou de glaç que s'omplia durant els durs hiverns cerdans amb el glaç extret de l'estany. També es va utilitzar com a refugi a la Guerra Civil.